# アルミニウムエンジン
アルミニウムエンジンとは、内燃機関レシプロエンジンにおけるシリンダーブロックとピストンがアルミニウム合金によって構成されているエンジンである。

## 解説
アルミニウムエンジンは、オートバイや高性能スポーツ車に多く採用されていたが、近年においては軽自動車や一般乗用車にも採用されている。
一般的にはシリンダーブロックそのものがアルミニウム合金で構成され、鉄を用いて作ったエンジンよりも軽量である事が特徴である。鉄製エンジンよりも小型なのが一般的だが、これはアルミニウムの特性によるものではなく、単純に鉄製エンジンよりも後に設計された為、CADシステムによる高度な剛性配分の最適化が適用された成果である。
シリンダーとピストンは高速度で摩擦するため、一般乗用車向けのエンジンではシリンダーブロックに鋳鉄製シリンダーライナーが鋳込まれているが、スポーツ志向のエンジンでは、ライナーレス構造を採用している場合があり、摩擦面のアルミニウムにアルミナ繊維や炭素繊維を混合させたもの（FRM：Fiber Reinforced Metal、ホンダ・C型エンジンやH型エンジンに採用）や、ニッケル・シリコンなどによるメッキを施すなど、耐摩耗性を高める工夫が施されている。
ピストンは、主運動系の軽量化と放熱性の向上を考慮にして設計されているが、コストダウンと軽量化のバランスをとるために、鋳鉄製のピストンを使うこともある。
スポーツ志向のエンジンは、厳しい条件で稼動する事を前提に設計されているため、ピストンとシリンダーのクリアランスは非常に狭く高精度に作られている。摺動部へのめっき処理はスループットが長く量産性に劣り、また従来の生産工程が利用できないこともあって一般にコスト高である。
近年ではさらなる軽量化を目的としてマグネシウム合金を用いたエンジンブロックがBMW社の直列6気筒エンジンに採用されている。